# Uways ibn Hasan
Shaykh Uways ibn Hasan-i Buzurg o Uways I fou un emir jalayírida que va governar a l'Iraq central i del sud, i a l'Azerbaidjan i Pèrsia occidental del 1356 al 1374.
Era fill del fundador de la dinastia, Hasan-i Buzurg i de la princesa cobànida Delsad Khatun (filla de Dimaskh Khwadja ibn Amir Coban). Va succeir el seu pare quan aquest va morir. Va establir la seva capital a Bagdad i va reconèixer inicialment la sobirania de l'Horda d'Or, el kan de la qual, Janibeg, havia establert el seu poder sobre l'Azerbaidjan eliminant als cobànides (1357); Janibeg va deixar com a governador de Tabriz al seu fill Berdibeg amb 15.000 homes i va retornar al nord via Awjan, però es va posar malalt i va enviar al seu general Tughlukbeg a cridar a Berdibeg al que volia instal·lar com a successor; per por que el seu pare es recuperés, Berdibeg el va matar i va ocupar el tron; el poder a l'Azerbaidjan va quedar en mans del wazir Akhidjuk, que fou atacat per Mubariz al-Din Muhammad, de la dinastia muzaffàrida de Fars, que no volia reconèixer la sobirania de Janibeg al Fars; Akhidjuk fou derrotat a Miyana i Mubariz va entrar a Tabriz el 1357. El 1359 va morir el seu germà Sultan Husayn ibn Hasan-i Buzurg i els seus feus van passar a Uways I.
El 1359 Uways va atacar l'Azerbaidjan i Mubariz al-Din es va retirar. Uways que va entrar a Tabriz i va matar el wazir Akhidjuk que havia recuperat Tabriz. Uways tornava a l'Azerbaidjan que el seu pare havia perdut vint anys abans i en els anys següents va poder estendre la sobirania jaliyírida (1361 a 1364) i fou reconegut pels muzaffàrides d'Esfahan, de Yedz i de Fars que lluitaven per la successió de Mubariz al-Din Muhammad.
El 1364 es va revoltar el seu governador a Bagdad, Khwadja Mardjan, però el va derrotar; els turcmans kara koyunlu, establerts al sud-est d'Anatòlia, feien atacs repetits als seus territoris i la primavera del 1366 va marxar contra ells ocupant Mossul, Muix i Mardin, retornant llavors a l'Azerbaidjan davant un imminent atac del xirvanxah Kay Kawus ibn Kay Kubadh de Xirvan a la província de Karabakh (que obeïa a Uways); Va arribar a temps, va derrotar el xirvanxah i el va fer presoner enviant-lo encadenat a Bagadad, encara que després el va alliberar i el va reinstal·lar a Xirvan com el seu vassall. Les monedes encunyades en aquest temps a Xirvan mostren el reconeixement d'Uways com a sobirà suprem.
El 1370 el sobirà local de Gurgan (Astarabad), Amir Wali (o Amir Vali), que havia assolit el poder a la mort del darrer il-kànida Togha Temur (1353) va atacar territori jalayírida al nord de Pèrsia, però fou derrotat prop de Rayy. El 1371 Uways va dirigir personalment la campanya contra Amir Wali, però fou rebutjat i Wali va ocupar Sawa (Saveh). Uways va preparar una nova expedició el 1374, però es va posar malalt i va morir a Tabriz el 9 d'octubre de 1374 quan només tenia 30 anys. El va succeir el seu fill Hasan ibn Uways, però fou assassinat pels amirs (generals) i posat al seu lloc el seu germà (un infant) Husayn ibn Uways, sota regència de l'amir Adil.